# Joselito (película)
Joselito es una película chilena de 2014, dirigida por Bárbara Pestan, escrita y producida por Bárbara Pestan y Javiera Véliz. Realizada en la Isla Grande de Chiloé, en el sur de Chile, fue producida por Pocilga, coproducida por Zoofilms y protagonizada por Cristián Flores y José Soza.
Está inspirada libremente en la historia real del asesino en serie Rubén «Rubencito» Millatureo, el denominado «Chacal de Queilen».

## Argumento
En Aituy, un pequeño pueblo de la isla de Chiloé, se celebra la fiesta religiosa al santo del Nazareno. Joselito y su padre este año han decidido desertar de la ceremonia, la muerte de la madre los ha aislado del pueblo. Padre e hijo no se relacionan, sólo el fuego de la cocina a leña los reúne brindándoles calor, sin embargo la frialdad en la que viven es aún más grande. El día de la procesión se acerca, un trágico final se hace ineludible.

## Elenco
- Cristián Flores
- José Soza
- Yolanda Millalonco
- Francisco Mario